# پلیتیکو
پلیتیکو (انگلیسی: Politico) یک سازمان روزنامه‌نگاری سیاسی مستقر در شهرستان آرلینگتون، ویرجینیا است که مسائل، ایده‌ها و شخصیت‌های در پس سیاست و سیاستگذاری در صحنهٔ آمریکا و جهانی را پوشش می‌دهد. محتوای آن از طریق تلویزیون، اینترنت، روزنامه و رادیو توزیع می‌شود. پوشش آن در واشینگتن دی سی شامل کنگره آمریکا، لابیگری، رسانه و ریاست جمهوری است.